# Avenida del Congreso Eucarístico
La Avenida del Congreso Eucarístico (comúnmente conocida como Avenida Carrera 68 o Avenida 68 entre la Calle 100 y la Autopista Sur) es una vía arteria que cruza por el corazón de Bogotá, atravesando el norte de la localidad sureña de Tunjuelito, marcando el límite oriental de las localidades (de sur a norte) de Kennedy, Fontibón y Engativá, el límite occidental de las localidades (de sur a norte) de Puente Aranda, Teusaquillo y Barrios Unidos, y una pequeña parte del límite suroriental de la localidad norteña de Suba.

## Toponimia
La vía en su extensión completa es denominada oficialmente «Avenida del Congreso Eucarístico», en honor al XXXIX Congreso Eucarístico Internacional que se llevó a cabo del 22 al 24 de agosto de 1968 con la visita del Papa Pablo VI a Bogotá.
Asimismo, la vía ha sido llamada «Avenida El Espectador» en honor al periódico El Espectador por su labor periodística contra el Cartel de Medellín en la década de 1980, y porque su sede principal quedaba sobre la vía, la cual fue demolida en 2013.
Finalmente, la vía fue conocida como «Avenida La Floresta» por su ubicación frente al actual Centro Comercial Cafam Floresta.

### Nomenclatura
| Denominación       | Trazado                        |
| ------------------ | ------------------------------ |
| Avenida Carrera 68 | Calle 100 - Calle 45A Sur      |
| Carrera 53         | Calle 45A Sur - Transversal 44 |
| Calle 51 Sur       | Transversal 44 - Carrera 33    |

## Trazado
Parte desde el barrio de Venecia en Tunjuelito como Calle 51 Sur y Carrera 53, contando con un total de cuatro calzadas, dos por cada sentido, para tráfico mixto y transporte público. La vía pasa por el deprimido y puente de Venecia y cruza de sur a norte por la Autopista Sur, la Avenida Primero de Mayo, la Avenida de Las Américas, y las calles 13, 24, 26, 53, 63, 72 y 80, concluyendo su recorrido en la carrera 68A, en el barrio La Floresta de Suba, en donde hace una curva para convertirse en la Avenida España (Calle 100), para seguir hacia el oriente.

## Transporte

### Troncal de TransMilenio
En 2017 se anunció que esta vía contará con TransMilenio desde la Calle 100 con Carrera 7 hasta la Autopista Sur, con sus obras comenzando en febrero de 2021. La troncal será más larga de todo el sistema, con un total de 17 kilómetros donde se construirán 542.000 metros cuadrados de espacio público.
Esta troncal es considerada como alimentadora de la primera línea del Metro de Bogotá, al contar con un intercambiador en la Avenida Primera de Mayo.
La Avenida 68 contará con 16 de las 20 estaciones de la troncal, con las otras cuatro en la Calle 100.

### Corredor Bogotá-Soacha
Por esta avenida pasa la ruta del corredor de Transporte con Soacha desde la Calle 80 hasta el sector de Venecia en la Autopista Sur al sur, para diversos barrios de este municipio cundinamarqués así con Sibaté. ubicados al suroccidente.

## Sitios importantes en la vía

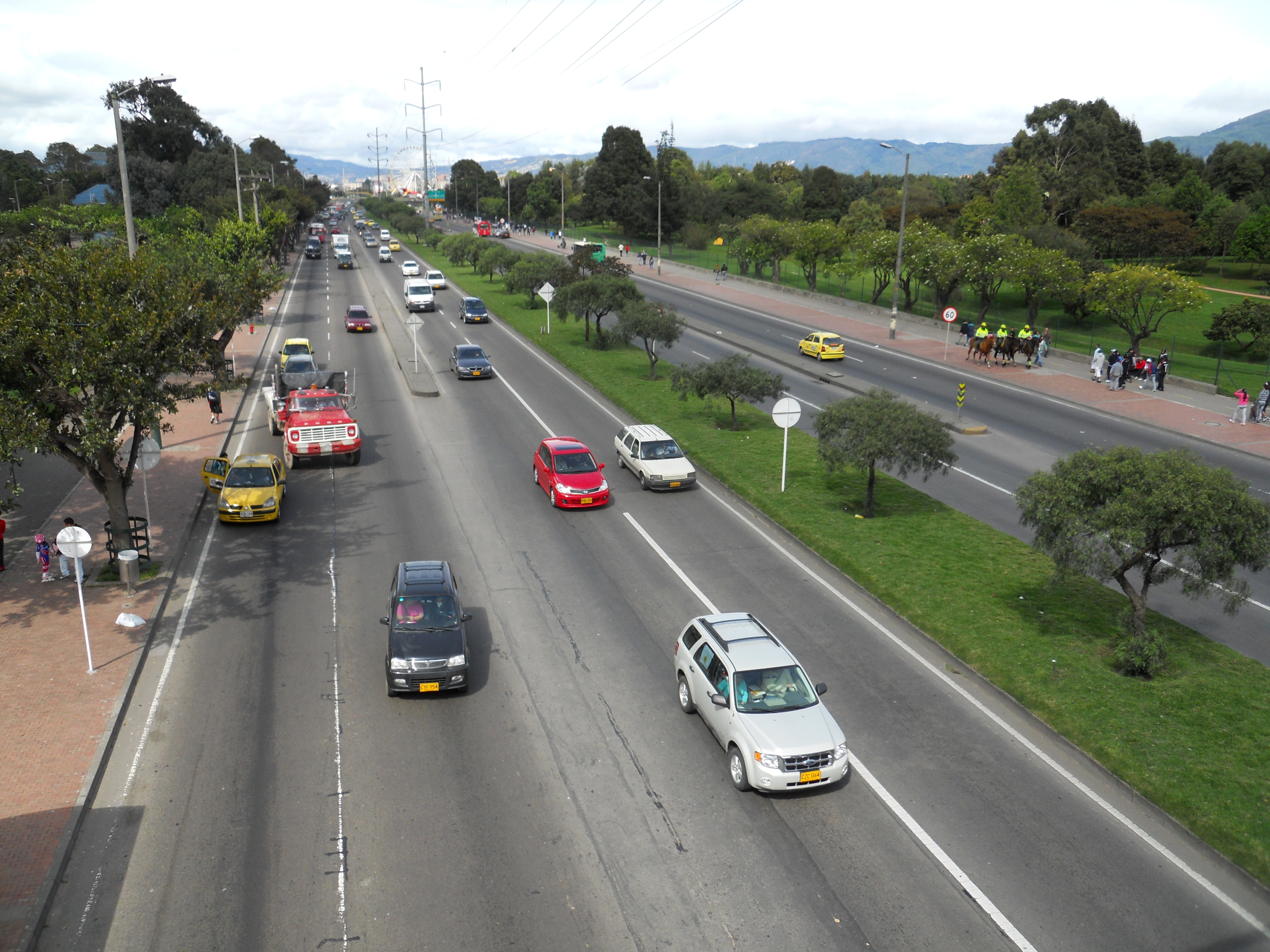
Avenida 68 a la altura del Parque Simón Bolívar.

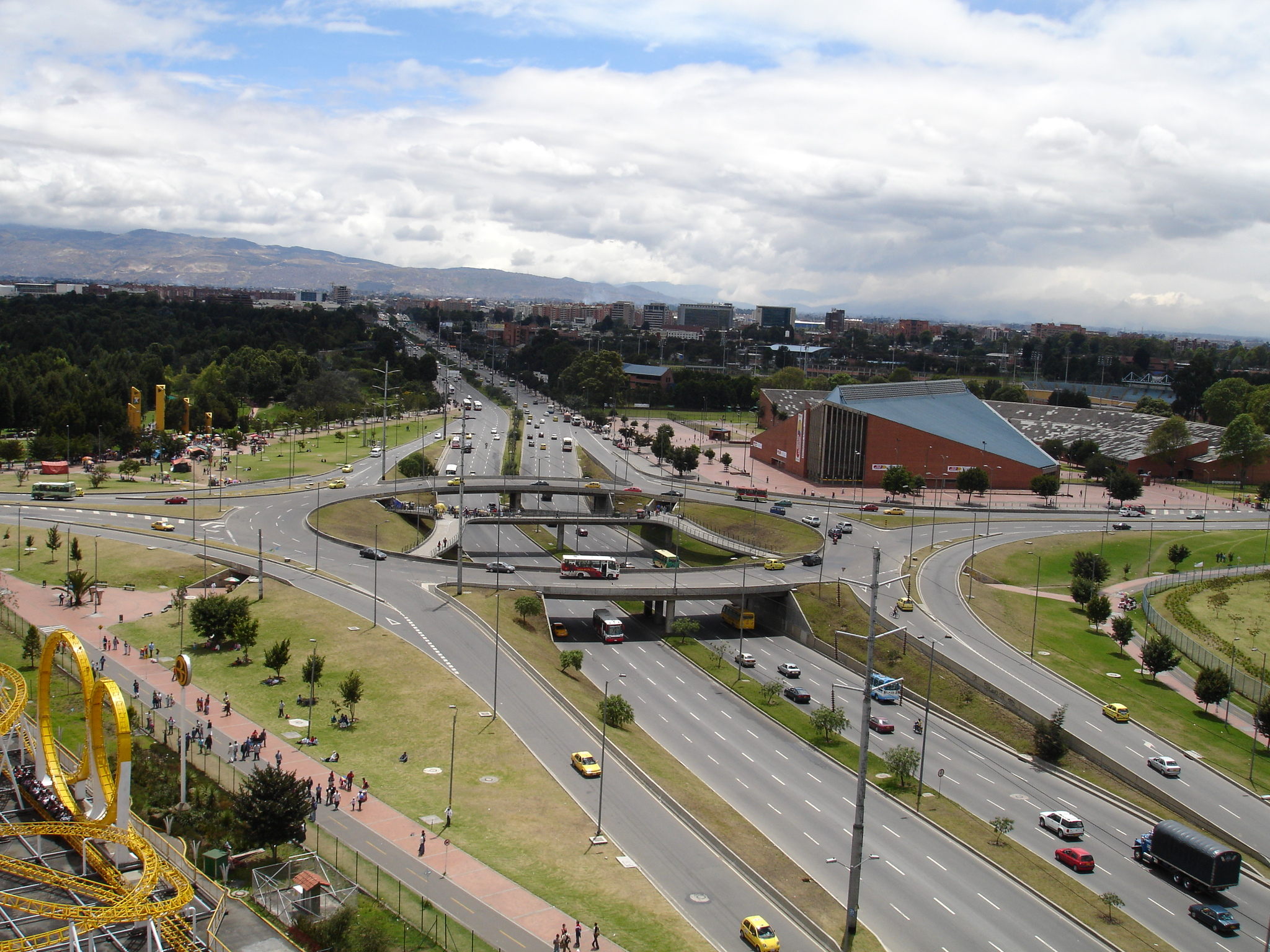
Avenida 68 con Calle 63 a la altura del Parque Salitre Mágico.

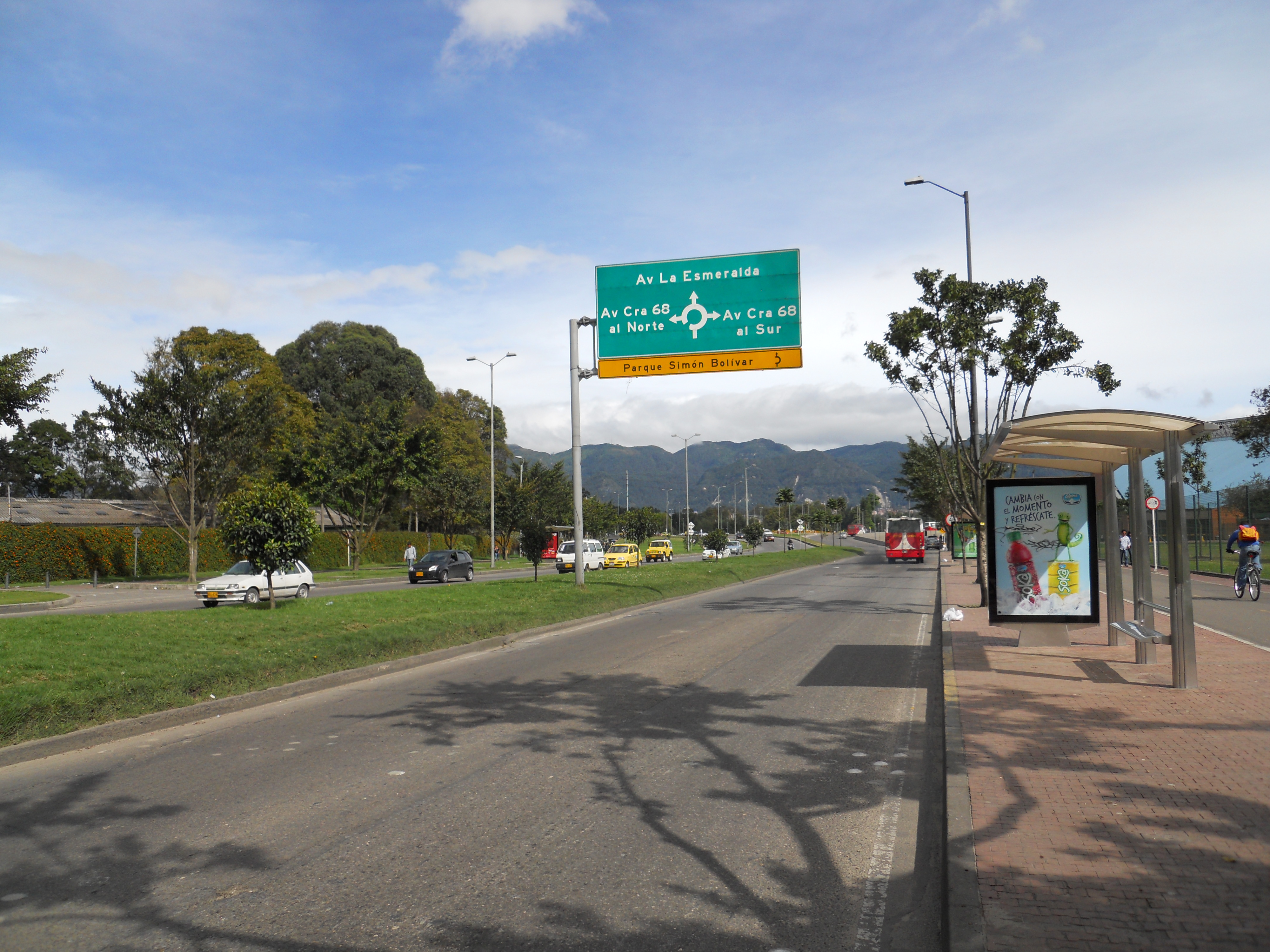
Cruce de la calle 63 con Avenida 68.

- Edificio de la Cámara de Comercio de Bogotá (sede Kennedy).
- Colegio Nicolás Esguerra (Kennedy).
- Almacén Colsubsidio Avenida 68 Calle 13 (Fontibón).
- Centro Mundial de Avivamiento Avenida 68 Calle 13 (Puente Aranda).
- Entrada a la Terminal de Transportes de Bogotá (Fontibón).
- Edificio de la Cámara de Comercio de Bogotá (sede central) (Fontibón).
- Clínica Universitaria Colombia (Teusaquillo)
- Centro comercial Plaza Claro (Fontibón)
- C.U.R. Compensar y Estadio de Compensar (Engativá).
- Parque Metropolitano Simón Bolívar (Teusaquillo).
- Estadio Distrital Hermes Barros Cabas (Engativá)
- Coliseo Cubierto El Salitre (Engativá).
- Unidad Deportiva El Salitre (Engativá)
- Comité Olímpico Colombiano (Engativá).
- Parque de diversiones Salitre Mágico (Barrios Unidos).
- Cruz Roja Colombiana (Engativá).
- Antiguo parque acuático Cici Aquapark (Barrios Unidos).
- Almacén Alkosto de la Carrera 68 (Engativá).
- Centro Comercial Metrópolis (Barrios Unidos).
- Almacén Éxito de la Calle 80 (Engativá).
- Centro Comercial Cafam de la Floresta (Barrios Unidos).
- Colegio Francisco José de Caldas (Engativá).